# Каменская ТЭЦ
Каменская ТЭЦ — бывшая тепловая электростанция (теплоэлектроцентраль) в городе Каменск-Шахтинский Ростовской области России. С 2004 года находится в консервации. Каменская ТЭЦ находится в собственности ООО «Лукойл-Волгоградэнерго» — дочерней компании Лукойл.

## История
Каменская ТЭЦ введена в строй в 1937 году. Проектное топливо — уголь (донецкий антрацит), в 1991 году переведена на природный газ.
С 2004 года Каменская ТЭЦ по причине отсутствия промышленных тепловых потребителей находится на длительной консервации. С 2009 года основное энергетическое оборудование Каменской ТЭЦ выведено из эксплуатации и исключено из установленной мощности ОЭС Юга.
Каменская ТЭЦ входила в энергообъединение РЭУ «Ростовэнерго». В ходе реформы РАО ЕЭС России Ростовэнерго вошло в состав Территориальной генерирующей компании № 8. В 2009 году, после вхождения в группу компаний «Лукойл» ТГК-8 была разделена на несколько компаний, ставших 100 % дочками Лукойла. Каменская ТЭЦ при этом вошла в состав ООО «Лукойл-Ростовэнерго».
На протяжении многих лет директором Каменской ТЭЦ работал Ефимов Александр Васильевич (28.11.1914—24.08.1989) — временно исполнявший обязанности председателя исполкома Каменского горсовета депутатов трудящихся в 1954 году. Был награждён орденом «Знак Почета».

## Основное оборудование
На момент принятия решения о консервации на Каменской ТЭЦ было установлено три теплофикационных агрегата (типа Р-10-29 и два типа ПР-12-90) суммарной установленной мощностью 34 МВт.

## Современное положение
По состоянию на 2015 год Каменская ТЭЦ не имеет установленной электрической мощности.